# American Football League All-Time Team
Das American Football League (AFL) All-Time Team ist eine fiktive Mannschaft, in die die besten Spieler der Liga aufgenommen werden.

## Wahl
Die Mannschaft wurde am 14. Januar 1970 gewählt. In diesem Jahr fusionierten die American Football League und die National Football League zu einer Liga – der National Football League. Das AFL All-Time Team wurde von den Mitgliedern des Wahlgremiums der Pro Football Hall of Fame gewählt, die der AFL nahestanden. Die gewählten Spieler mussten in einer Mannschaft der AFL gespielt haben. Die Wahl steigerte das Prestige eines Spielers, war aber nicht mit der Aufnahme in die Pro Football Hall of Fame verbunden.

## Offense
| Position      | 1 Mannschaft                      | Hall of Fame? | 2 Mannschaft                                                       | Hall of Fame? |
| ------------- | --------------------------------- | ------------- | ------------------------------------------------------------------ | ------------- |
| Quarterback   | Joe Namath, New York Jets         | Ja            | Len Dawson, Kansas City Chiefs                                     | Ja            |
| Runningback   | Paul Lowe, San Diego Chargers     | Nein          | Abner Haynes, Dallas Texans/Kansas City Chiefs, Denver Broncos     | Nein          |
| Runningback   | Clem Daniels, Oakland Raiders     | Nein          | Cookie Gilchrist, Buffalo Bills, Denver Broncos, Miami Dolphins    | Nein          |
| Wide Receiver | Lance Alworth, San Diego Chargers | Ja            | Charlie Hennigan, Houston Oilers                                   | Nein          |
| Wide Receiver | Don Maynard, New York Jets        | Ja            | Art Powell, New York Titans, Oakland Raiders, Buffalo Bills        | Nein          |
| Tight End     | Fred Arbanas, Kansas City Chiefs  | Nein          | Dave Kocourek, San Diego Chargers, Miami Dolphins, Oakland Raiders | Nein          |
| Tackle        | Ron Mix, San Diego Chargers       | Ja            | Winston Hill, New York Jets                                        | Nein          |
| Tackle        | Jim Tyrer, Kansas City Chiefs     | Nein          | Stew Barber, Buffalo Bills                                         | Nein          |
| Guard         | Billy Shaw, Buffalo Bills         | Ja            | Walt Sweeney, San Diego Chargers                                   | Nein          |
| Guard         | Ed Budde, Kansas City Chiefs      | Nein          | Bob Talamini, Houston Oilers, New York Jets                        | Nein          |
| Center        | Jim Otto, Oakland Raiders         | ja            | Jon Morris, Boston Patriots                                        | Nein          |

## Defense
| Position         | 1 Mannschaft                                      | Hall of Fame? | 2 Mannschaft                                                    | Hall of Fame? |
| ---------------- | ------------------------------------------------- | ------------- | --------------------------------------------------------------- | ------------- |
| Defensive End    | Jerry Mays, Kansas City Chiefs                    | Nein          | Rich Jackson, Denver Broncos                                    | Nein          |
| Defensive End    | Gerry Philbin, New York Jets                      | Nein          | Ron McDole, Buffalo Bills, Houston Oilers                       | Nein          |
| Defensive Tackle | Tom Sestak, Buffalo Bills                         | Nein          | Buck Buchanan, Kansas City Chiefs                               | Ja            |
| Tackle           | Houston Antwine, Boston Patriots                  | Nein          | Tom Keating, Oakland Raiders, Buffalo Bills                     | Nein          |
| Linebacker       | Nick Buoniconti, Boston Patriots, Miami Dolphins  | Ja            | Dan Conners, Oakland Raiders                                    | Nein          |
| Linebacker       | Bobby Bell, Kansas City Chiefs                    | Ja            | Larry Grantham, New York Jets                                   | Nein          |
| Linebacker       | George Webster, Houston Oilers                    | Nein          | Mike Stratton, Buffalo Bills                                    | Nein          |
| Cornerback       | Willie Brown, Denver Broncos, Oakland Raiders     | Ja            | Butch Byrd, Buffalo Bills                                       | Nein          |
| Cornerback       | Dave Grayson, Kansas City Chiefs, Oakland Raiders | Nein          | Miller Farr, Denver Broncos, San Diego Chargers, Houston Oilers | Nein          |
| Safety           | Johnny Robinson, Kansas City Chiefs               | Ja            | Goose Gonsoulin, Denver Broncos                                 | Nein          |
| Safety           | George Saimes, Buffalo Bills                      | Nein          | Kenny Graham, San Diego Chargers                                | Nein          |

## Special Teams
| Position | 1 Mannschaft                                   | Hall of Fame? | 2 Mannschaft                                                       | Hall of Fame? |
| -------- | ---------------------------------------------- | ------------- | ------------------------------------------------------------------ | ------------- |
| Kicker   | George Blanda, Houston Oilers, Oakland Raiders | Ja            | Jim Turner, New York Jets, Denver Broncos                          | Nein          |
| Punter   | Jerrel Wilson, Kansas City Chiefs              | Nein          | Bob Scarpitto, San Diego Chargers, Denver Broncos, Boston Patriots | Nein          |

## Trainer
| Position | First Team                 | Hall of Fame? | Second Team                     | Hall of Fame? |
| -------- | -------------------------- | ------------- | ------------------------------- | ------------- |
| Trainer  | Weeb Ewbank, New York Jets | Ja            | Sid Gillman, San Diego Chargers | Ja            |